# Championnat de Belgique de football 1958-1959
Navigation
Saison précédente Saison suivante
Le championnat de Belgique de football 1958-1959 est la 56e saison du championnat de première division belge. Son nom officiel est « Division 1 ».
Premier club belge à réaliser un beau parcours européen, le Standard est aussi le premier à découvrir ce que l'on appelle « la difficulté à jouer sur deux tableaux ». Les « Rouches » manquent de fraîcheur en championnat et ne peuvent empêcher Anderlecht de reconquérir le titre. Les « Mauves » devancent de justesse un très bon Football Club Liégeois.
À l'instar de sa rivale locale de l'Union Sportive, quelques saisons plus tôt, le Racing de Tournai ne parvient pas à se maintenir parmi l'élite. Les « Rats » sont renvoyés en Division 2 avec Tilleur. Après avoir échappé au pire plusieurs fois de toute justesse, les « Métallos » n'ont plus réussi le miracle espéré.
Cette saison est la cinquantième du Beerschot au plus haut niveau, total qu'il est le deuxième club à atteindre. Quant à l'Antwerp, il dispute lui sa cinquantième saison consécutive parmi l'élite, pour un total de 55.

## Clubs participants
Seize clubs prennent part à ce championnat, soit le même nombre que lors de l'édition précédente. Ceux dont le matricule est mis en gras existent toujours aujourd'hui.
| #  | Nom                                        | Mat. | Ville                 | Stades                       | Entraîneur         | En D1 depuis (série) | Total en D1 | Saison précédente |
| -- | ------------------------------------------ | ---- | --------------------- | ---------------------------- | ------------------ | -------------------- | ----------- | ----------------- |
| 1  | Royal Sporting Club Anderlechtois          | 35   | Anderlecht            | Stade Émile Versé            | Bill Gormlie       | 1935-1936 (21e)      | 28e         | 5e                |
| 2  | Royal Antwerp Football Club                | 1    | Anvers                | Bosuilstadion                | Harry Game         | 1901-1902 (50e)      | 55e         | 2e                |
| 3  | Royal Beerschot Athletic Club              | 13   | Anvers                | Kiel                         | René De Vos        | 1907-1908 (44e)      | 50e         | 4e                |
| 4  | Royal Berchem Sport                        | 28   | Berchem               | Het Rooi                     | Géza Toldi         | 1943-1944 (15e)      | 28e         | 13e               |
| 5  | Koninklijke Beringen Football Club         | 522  | Beringen              | Mijnstadion                  | ?                  | 1958-1959 (1re)      | 5e          | Division 2 : 1er  |
| 6  | Royal Olympic Club Charleroi               | 246  | Montignies-sur-Sambre | Stade de la Neuville         | Emerich Grunbaum   | 1956-1957 (3e)       | 18e         | 11e               |
| 7  | Association Royale Athlétique La Gantoise  | 7    | Gentbrugge            | Stade Jules Otten            | Jacques Favre      | 1936-1937 (20e)      | 31e         | 3e                |
| 8  | Royal Football Club Liégeois               | 4    | Rocourt               | Stade Vélodrome Oscar Flesch | András Dolgos      | 1945-1946 (14e)      | 30e         | 9e                |
| 9  | Royal Standard Club Liège                  | 16   | Sclessin              | Stade de Sclessin            | Géza Kalocsay      | 1921-1922 (35e)      | 40e         | 1er               |
| 10 | Koninklijke Lierse Sportkring              | 30   | Lierre                | Herman Vanderpoortenstadion  | Hubert D'Hollander | 1953-1954 (6e)       | 24e         | 8e                |
| 11 | Union Saint-Gilloise Société Royale        | 10   | Forest                | Stade Joseph Marien          | André Vandeweyer   | 1951-1952 (8e)       | 48e         | 6e                |
| 12 | Koninklijke Sint-Truidense Voetbalverening | 373  | Saint-Trond           | Stayenveld                   | ?                  | 1957-1958 (2e)       | 2e          | 12e               |
| 13 | Royal Tilleur Football Club                | 21   | Tilleur               | Stade du Pont d'Ougrée       | ?                  | 1948-1949 (11e)      | 18e         | 14e               |
| 14 | Royal Racing Club Tournaisien              | 36   | Tournai               | Drève de Maire               | Louis Verstraeten  | 1958-1959 (1re)      | 1re         | Division 2 : 2e   |
| 15 | Royal Club Sportif Verviétois              | 8    | Verviers              | Stade du Panorama            | Joseph Pannaye     | 1956-1957 (3e)       | 18e         | 7e                |
| 16 | Waterschei Sportvereniging THOR            | 553  | Genk                  | Stade André Dumont           | Henri Dekens       | 1957-1958 (2e)       | 4e          | 10e               |

### Localisation des clubs
| Anvers Lierse SK La Gantoise Anderlecht Union SG Olympic CC La Gantoise Beringen Waterschei Sint-Truidense VV Liège CS Verviétois RC Tournaisien |

#### Localisation des clubs anversois
Les 3 cercles anversois sont :
(1) R. Antwerp FC
(2) R. Beerschot AC
 (3) R. Berchem Sport

#### Localisation des clubs liégeois
Les 3 cercles liégeois sont :
(1) R. FC Légeois
(6) R. Tilleur FC
(8) R. Standard CL

## Résultats

### Résultats des rencontres
Avec seize clubs engagés, 240 matches sont au programme de la saison.
| Résultats (▼dom., ►ext.)                                   | AND | ANT | BEE | BSP | BER | GAN | FCL | LIE | OLY | STA | USG | STT | TIL | RCT | VER | WAT |
| R. SC Anderlechtois                                        |     | 1-1 | 5-1 | 3-0 | 5-1 | 1-4 | 3-0 | 1-0 | 3-1 | 0-2 | 5-1 | 7-1 | 4-1 | 8-0 | 4-0 | 5-0 |
| R. Antwerp FC                                              | 2-2 |     | 2-6 | 5-2 | 2-2 | 4-0 | 2-1 | 2-1 | 4-0 | 1-1 | 3-0 | 2-0 | 3-1 | 2-1 | 0-1 | 3-1 |
| R. Beerschot AC                                            | 0-0 | 2-2 |     | 1-1 | 1-1 | 1-0 | 0-1 | 0-0 | 5-1 | 1-1 | 4-2 | 3-1 | 3-0 | 3-1 | 1-0 | 2-0 |
| R. Berchem Sport                                           | 2-1 | 1-0 | 2-2 |     | 5-2 | 0-0 | 0-2 | 4-1 | 1-1 | 2-2 | 1-0 | 4-2 | 3-1 | 0-0 | 1-0 | 2-2 |
| K. Beringen FC                                             | 0-0 | 4-0 | 0-3 | 5-2 |     | 0-5 | 1-3 | 5-1 | 2-0 | 2-5 | 0-3 | 2-2 | 1-0 | 1-1 | 3-0 | 1-0 |
| ARA La Gantoise                                            | 0-1 | 1-0 | 2-4 | 0-1 | 3-0 |     | 0-1 | 4-1 | 1-1 | 0-1 | 3-4 | 5-1 | 7-0 | 3-1 | 0-0 | 2-2 |
| R. FC Liégeois                                             | 1-0 | 2-1 | 1-1 | 5-2 | 2-1 | 0-0 |     | 1-1 | 3-0 | 1-1 | 3-1 | 3-2 | 0-1 | 5-1 | 2-0 | 0-3 |
| K. Lierse SK                                               | 2-2 | 2-0 | 1-0 | 1-1 | 5-1 | 3-1 | 1-3 |     | 4-2 | 2-2 | 4-1 | 4-0 | 0-0 | 6-1 | 2-0 | 3-1 |
| R. Olympic CC                                              | 1-2 | 2-5 | 3-2 | 3-1 | 5-1 | 1-3 | 2-5 | 3-3 |     | 3-3 | 1-5 | 2-1 | 3-1 | 3-0 | 2-1 | 1-1 |
| R. Standard CL                                             | 0-2 | 2-1 | 2-0 | 4-1 | 2-0 | 1-2 | 1-0 | 0-2 | 3-1 |     | 6-1 | 3-0 | 3-1 | 0-0 | 1-1 | 0-1 |
| Union St-Gilloise SR                                       | 0-1 | 3-2 | 4-2 | 2-2 | 3-1 | 1-3 | 0-2 | 3-1 | 4-1 | 0-2 |     | 2-2 | 0-2 | 5-0 | 1-0 | 1-1 |
| K. Sint-Truidense VV                                       | 0-0 | 2-1 | 1-2 | 4-1 | 4-2 | 2-3 | 0-1 | 1-0 | 2-3 | 1-7 | 0-3 |     | 3-2 | 2-1 | 5-3 | 1-1 |
| R. Tilleur FC                                              | 0-2 | 0-2 | 1-3 | 4-1 | 0-2 | 2-7 | 0-2 | 5-1 | 0-2 | 1-2 | 2-5 | 2-3 |     | 2-4 | 3-0 | 2-1 |
| R. RC Tournaisien                                          | 0-2 | 0-2 | 2-3 | 3-2 | 0-2 | 1-6 | 2-2 | 3-4 | 1-1 | 2-5 | 3-3 | 2-1 | 1-1 |     | 3-1 | 0-5 |
| R. CS Verviétois                                           | 0-1 | 0-5 | 1-1 | 1-1 | 3-1 | 2-0 | 0-3 | 2-1 | 0-1 | 1-1 | 5-2 | 3-3 | 1-0 | 2-0 |     | 0-0 |
| Waterschei SV THOR                                         | 2-1 | 2-1 | 1-0 | 4-1 | 1-2 | 1-0 | 1-0 | 4-1 | 1-0 | 1-1 | 2-4 | 3-3 | 3-1 | 1-3 | 1-2 |     |
| - Victoire à domicile - Match nul - Victoire à l'extérieur |     |     |     |     |     |     |     |     |     |     |     |     |     |     |     |     |

### Classement final
| Rang | Équipe               | Pts | J  | G  | N  | P  | Bp | Bc | Diff |
| ---- | -------------------- | --- | -- | -- | -- | -- | -- | -- | ---- |
| 1    | R. SC ANDERLECHTOIS  | 44  | 30 | 19 | 6  | 5  | 72 | 23 | +49  |
| 2    | R. FC Liégeois       | 43  | 30 | 19 | 5  | 6  | 55 | 28 | +27  |
| 3    | R. Standard CL T     | 42  | 30 | 16 | 10 | 4  | 64 | 31 | +33  |
| 4    | R. Beerschot AC      | 37  | 30 | 14 | 9  | 7  | 57 | 39 | +18  |
| 5    | ARA La Gantoise      | 33  | 30 | 14 | 5  | 11 | 65 | 38 | +27  |
| 6    | R. Antwerp FC        | 33  | 30 | 14 | 5  | 11 | 60 | 43 | +17  |
| 7    | Waterschei SV THOR   | 32  | 30 | 12 | 8  | 10 | 47 | 43 | +4   |
| 8    | K. Lierse SK         | 31  | 30 | 12 | 7  | 11 | 58 | 53 | +5   |
| 9    | Union St-Gilloise SR | 30  | 30 | 13 | 4  | 13 | 64 | 64 | 0    |
| 10   | R. Berchem Sport     | 28  | 30 | 9  | 10 | 11 | 47 | 61 | -14  |
| 11   | R. Olympic CC        | 26  | 30 | 10 | 6  | 14 | 50 | 68 | -18  |
| 12   | K. Beringen FC       | 25  | 30 | 10 | 5  | 15 | 46 | 66 | -20  |
| 13   | R. CS Verviétois     | 23  | 30 | 8  | 7  | 15 | 30 | 49 | -19  |
| 14   | K. Sint-Truidense VV | 22  | 30 | 8  | 6  | 16 | 50 | 77 | -27  |
| 15   | R. RC Tournaisien    | 17  | 30 | 5  | 7  | 18 | 37 | 83 | -46  |
| 16   | R. Tilleur FC        | 14  | 30 | 6  | 2  | 22 | 36 | 72 | -36  |

Légende
- Champion de Belgique 1959, qualifié pour la Coupe des clubs champions européens
- Club relégué pour la saison suivante

Abréviations
T : Tenant du titre 1958

 : club promu de Division 2 depuis la saison précédente

### Meilleur buteur
Victor Wégria (R. FC Liégeois), avec 26 buts. Il est le 39e joueur belge différent à terminer meilleur buteur de la plus haute division belge.

#### Classement des buteurs
Le tableau ci-dessous reprend les 22 meilleurs buteurs du championnat, soit les joueurs ayant inscrit dix buts ou plus durant la saison.
| #   | Pays | Joueur                | Club                    | Buts | Matches joués |
| --- | ---- | --------------------- | ----------------------- | ---- | ------------- |
| 1.  |      | Victor Wégria         | R. FC Liégeois          | 26   | 28            |
| 2.  |      | Godfried Van Den Boer | R. SC Anderlechtois     | 22   | 30            |
| 3.  |      | Léon Mokuna           | ARA La Gantoise         | 17   | 22            |
| =.  |      | Eddy Bertels          | R. Antwerp FC           | 17   | 26            |
| 5.  |      | Léonard Verfaillie    | R. Berchem Sport        | 16   | 25            |
| =.  |      | Paul Van Den Berg     | Union Saint-Gilloise SR | 16   | 27            |
| =.  |      | Jacques Stockman      | R. SC Anderlechtois     | 16   | 28            |
| =.  |      | Lucien Olieslagers    | K. Lierse SK            | 16   | 29            |
| =.  |      | Michel Delire         | R. Olympic CC           | 16   | 30            |
| 10. |      | Maurice Willems       | ARA La Gantoise         | 14   | 21            |
| =.  |      | Frans Schellens       | R. Berchem Sport        | 14   | 26            |
| =.  |      | Louis Vanhemelrijck   | R. Beerschot AC         | 14   | 27            |
| =.  |      | Léon Ritzen           | Waterschei SV THOR      | 14   | 28            |
| 14. |      | Karel Mallants        | R. Standard CL          | 13   | 23            |
| =.  |      | Joseph Meynen         | R. FC Liégeois          | 13   | 25            |
| =.  |      | Albert Beerten        | K. Beringen FC          | 13   | 25            |
| 17. |      | Louis Verbruggen      | R. Antwerp FC           | 11   | 17            |
| =.  |      | Jef Van Gool          | R. Antwerp FC           | 11   | 21            |
| =.  |      | Willy Van Acker       | R. Beerschot AC         | 11   | 22            |
| =.  |      | Roger Maes            | R. Tilleur FC           | 11   | 25            |
| =.  |      | Rik Coppens           | R. Beerschot AC         | 11   | 27            |
| =.  |      | Éric Lambert          | ARA La Gantoise         | 11   | 27            |
| =.  |      | Mathieu Meyers        | Waterschei SV THOR      | 11   | 27            |
| =.  |      | Frans Vermeulen       | K. Sint-Truidense VV    | 11   | 28            |
| =.  |      | Aloïs Goossens        | K. Lierse SK            | 11   | 28            |
| =.  |      | Albert Jordan         | R. Olympic CC           | 11   | 29            |
| 27. |      | Remy Vandeweyer       | Union Saint-Gilloise SR | 10   | 25            |
| =.  |      | Martin Lippens        | R. SC Anderlechtois     | 10   | 26            |

## Parcours européens des clubs belges

### Parcours du Standard CL en Coupe des clubs champions
Le 3 septembre 1958 devient une date pivot dans l'Histoire du football belge. Ce soir-là, lors du tour préliminaire de la 4e Coupe des clubs champions européens, le R. Standard CL remporte la première victoire belge dans le cadre d'une Coupe d'Europe. Les « Rouches » dominent le club écossais de Heart of Midlothian (5-1). Malgré la courte défaite subie au retour (2-1), la toute première qualification belge est acquise.
En huitièmes de finale, le Standard écarte le club portugais du Sporting CP en remportant deux victoires (2-3 à Lisbonne et 3-0 à Sclessin).
La belle aventure se poursuit lors du match aller des quarts de finale. Les Standarmen s'imposent (2-0) contre le Stade de Reims, un des favoris de l'épreuve. Mais le rêve s'arrête lors du retour, joué à Colombes, où les Rémois s'imposent (3-0). Après la rencontre, et bien des années plus tard, le légendaire attaquant français du Stade de Reims, Just Fontaine déclare : « Le Standard était pourtant le plus fort ! ».
Ce bon parcours européen amène des conséquences positives. Le Standard commence à drainer des supporters partout en Belgique et sa notoriété ne va faire que croître. Les succès européens des « Rouches » influencent les partisans de la professionnalisation du football belge à augmenter leur développement. Mais toutefois, le temps doit faire son œuvre et le passage au professionnalisme pur n'est pas encore pour tout de suite.

### Parcours de l'Union Saint-Gilloise en Coupe des Villes de Foires
Engagé dans la deuxième édition de la Coupe des villes de foires, l'Union Saint-Gilloise suit l'exemple montré par le Standard en Coupe des champions. Le 29 octobre 1958, le « club de la Butte » s'impose contre une sélection de Leipzig (6-1). Le court revers (1-0) concédé lors du retour, joué en mars 1959, devient anecdotique. En quarts de finale, l'Union accueille l'AS Rome et s'impose (2-0), avant d'obtenir un partage (1-1) en Italie, validant sa qualification pour le tour suivant.
L'Union devient donc le premier club belge demi-finaliste européen. La compétition s'étalant sur deux années, les demi-finales ne sont jouées qu'à l'automne 1959, soit au début de la saison suivante.

## Récapitulatif de la saison
- Champion : R. SC Anderlechtois (8e titre)
- Deuxième équipe à remporter huit titres de champion de Belgique
- Trentième titre pour la province de Brabant.

| Région flamande (8)             | Région flamande (8) | Province de Brabant (2)      | Province de Brabant (2) | Région wallonne (6)    | Région wallonne (6) |
| ------------------------------- | ------------------- | ---------------------------- | ----------------------- | ---------------------- | ------------------- |
| Province d'Anvers               | 4                   | Région de Bruxelles-Capitale | 2                       | Province de Hainaut    | 2                   |
| Province de Flandre-Occidentale | 0                   | Province du Brabant flamand  | 0                       | Province de Liège      | 4                   |
| Province de Flandre-Orientale   | 1                   | Province du Brabant wallon   | 0                       | Province de Luxembourg | 0                   |
| Province de Limbourg            | 3                   |                              |                         | Province de Namur      | 0                   |

1. ↑  Au niveau footballistique, la province de Brabant est toujours unitaire malgré sa partition territoriale en 1995.

### Admission et relégation
Nouvel arrivant, le R. RC Tournaisien ne peut assurer son maintien. Il est relégué en compagnie de Tilleur qui, après avoir évité la descente de justesse à plusieurs reprises lors des saisons précédentes, est cette fois condamné. Les deux cercles appelés à prendre la place des relégués sont le R. Daring CB et le R. FC Brugeois.
Pour les « Blauw en Zwart », ce retour est définitif. Après de nombreuses difficultés, le club retrouve la première division et ne l'a plus quittée depuis.

### Débuts en Division 1
Un club fait ses débuts dans la plus haute division belge. Il est le 49e club différent à y apparaître.
- Le R. RC Tournaisien est le 4e club de la province de Hainaut à évoluer dans la plus haute division belge.

### Bilan de la saison
| Championnat de Belgique de football 1958-1959 |                                 |
| Champion                                      | R. SC Anderlechtois (1er titre) |
| Dauphin                                       | R. FC Liègeois                  |
| Qualifications continentales                  |                                 |
| Coupe des clubs champions européens 1959-1960 | R. SC Anderlechtois             |
| Promotions et relégations                     |                                 |
| Promus en Division 1                          | R. Daring CB                    |
| Promus en Division 1                          | R. FC Brugeois                  |
| Relégués en Division 2                        | R. RC Tournaisien               |
| Relégués en Division 2                        | R. Tilleur FC                   |